# Meisha Merlin Publishing
Meisha Merlin Publishing a fost o editură independentă care a fost fondată în 1996 de fostul editor de cărți newyorkez Stephen Pagel împreună cu Kevin și Brian Murphy. Cu sediul în Decatur, Georgia, compania era specializată în publicarea unor cărți fantasy și science fiction. Unele titluri erau publicate (și) în ediții limitate de lux (ilustrate).  
De-a lungul celor 9 ani de existență, Meisha Merlin a publicat autori notabili de fantasy și science fiction cum ar fi Kevin J. Anderson, Janny Wurts, Jack McDevitt, Robert Lynn Asprin, Robin Wayne Bailey, Storm Constantine, S. P. Somtow, Lee Killough, Phyllis Eisenstein, Allen Steele, Andre Norton, George R. R. Martin, Robert A. Heinlein și mulți alții. Cărțile acestora au fost vândute online și prin intermediul unui lanț național de librării din Statle Unite, folosind printre alții și pe gigantul internet Amazon.com.
În aprilie 2007 Meisha Merlin a anunțat pe site-ul său oficial că începând cu luna viitoare compania își va înceta activitățile; nicio lămurire ulterioară (de natură economică etc.) nu a mai fost acordată.